# Toloxaton
A toloxaton (INN: Toloxatone) depresszió elleni gyógyszer. Szelektív, reverzibilis monoamin-oxidáz A-gátló(en).

## Hatásmód
A monoamin-oxidáz A enzim gátlása megakadályozza, hogy a szervezet lebontsa a szerotonint, melatonint, adrenalint és noradrenalint, melyek csökkent mennyisége okozza a depressziót mai tudásunk szerint.
A toloxaton az emésztőrendszerből gyorsan felszívódik, és teljes egészében metabolizálódik. Legfőbb metabolitja a 3-(3–karboxifenil)-5–hidroximetil–2–oxozalidinon, mely 80%-ban a vizelettel ürül.

## Mellékhatások, ellenjavallatok
A toloxaton ellenjavallt terhesség és szoptatás alatt.
Mellékhatások: vizelési zavarok, székrekedés, szédülés, álmatlanság. hirtelen fellépő súlyos, akár életveszélyes májgyulladás.
Más antidepresszánsokkal együtt szedve megnő a tiramin(en) okozta hirtelen vérnyomásemelkedés (sajt-effektus) és szerotonin-szindróma(en)
veszélye.

## Adagolás
Felnőtteknek naponta 3×200 mg szájon át. Altatásban végzett beavatkozás előtt 6 órával abba kell hagyni a szedést.
A szedés megkezdése előtt ellenőrizni kell a beteg vérnyomását.

## Fizikai/kémiai tulajdonságok
Fehér színű kristályos szilárd anyag, mely vízben alig (4,5 mg/l), dimetil-szulfoxidban jól oldódik. LD50-értéke egereken szájon át 1500–1850 mg/tskg. Ember esetén 2 g feletti adagnál tapasztaltak mérgezéses tüneteket.

## Készítmények
A nemzetközi gyógyszer-kereskedelemben:
- Humoryl
- Perenum
- Umoril

Magyarországon nincs forgalomban.